# Brachythecium eurhynchioides
Brachythecium eurhynchioides là một loài Rêu trong họ Brachytheciaceae. Loài này được (Limpr.) Loeske mô tả khoa học đầu tiên năm 1903.